# スペースペン

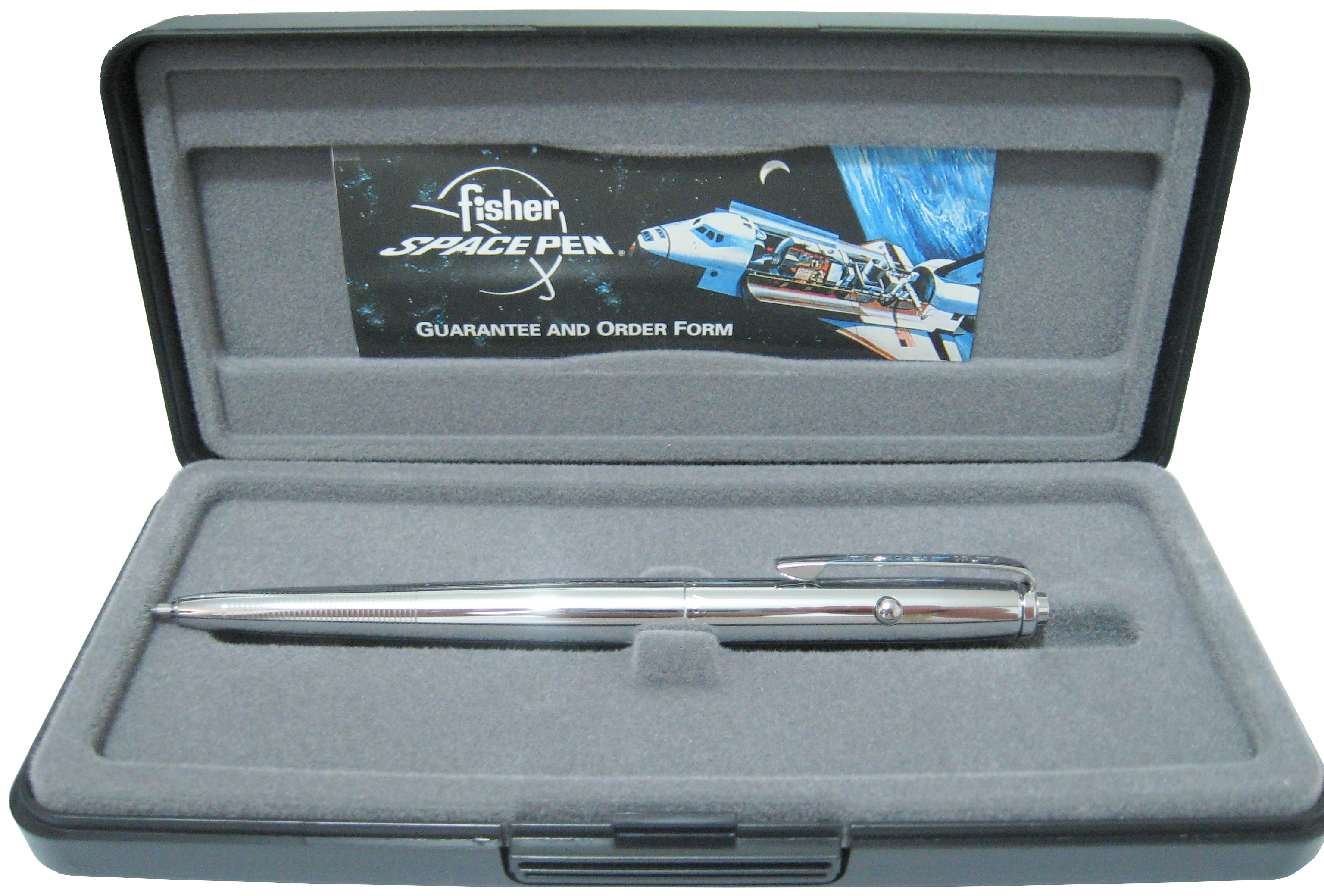
ケースに入ったAG-7 Astronaut Space Pen

スペースペン(Space Pen)または無重力ペン(Zero Gravity Pen)は、Fisher Space Pen Companyによって販売されるペンである。加圧インクカートリッジを用いて無重力や水中でも、濡れた紙や脂で汚れた紙でも、どんな角度でも、さらに非常に幅広い範囲の温度で、書くことができる。

## 概要
スペースペンは、アメリカ合衆国の実業家でペン製造業者のポール・フィッシャーによって発明され、ネバダ州のボールダー・シティで製造された。ポール・フィッシャーは、1965年に初めてAG7 "anti gravity"ペンの特許を取得した。一部または全ての機能を備えたペンは、他の製造業者からも販売されており、日本では三菱鉛筆の「パワータンク」が発売されている。
なお、21世紀に入ってからは日本の文具メーカーが、ガス封入ではなくノックによる加圧式ボールペンを開発している（パイロットコーポレーション・ダウンフォース、トンボ鉛筆・エアプレス）。

## モデル
2つの著名な種類がある。AG7 "Astronaut pen"は、長くて細い格納型のペンで、通常のボールペンと似た外見である。"Bullet pen"は格納ができず、キャップを付けた状態では通常のボールペンよりも短いが、書く際にキャップを後部に付けると通常の長さになる。
Fisher Space Penのモデルのいくつか（"Millennium"等）は、「平均的な」使い方をすれば、生涯使うことができるとされるが、商品パンフレットでは、このペンでちょうど30.7マイル（約49.40km）の線を書けるとされている。
スペースペンの詰替インクは、小さなプラスチックのアダプタを用いることで、パーカーのボールペンの詰替インクを使える全てのペンで使うことができる。またFisherは、クロスのペンで用いることができるスペースペン型の詰替インクや、その他のボールペンでも使える「ユニバーサル」な詰替インクも作っている。

## 技術
ボールペンは炭化タングステンから作られ、漏れを防ぐために正確に噛み合うようになっており、sliding floatがインクと加圧ガスを隔てている。気密性があり加圧された容器に入れられたチキソトロピーインクは、通常のボールペンよりも3倍長く書くことが出来るとされる。このペンは、3810mの高地でも書ける。インクは、240kPa近くに加圧された窒素ガスに押し出される。使用可能な温度範囲は、-35℃から120℃である。またこのペンの品質保持期間は100年間と推定される。

## アメリカ合衆国とロシアの宇宙計画での利用
ボールペンは無重力では使用できないという事実に直面したアメリカ航空宇宙局(NASA)は、多額の費用を費やして宇宙飛行環境でも耐えられるペンを開発したのに対し、ソビエト連邦は鉛筆を使ったという都市伝説がある。
ロシアの宇宙飛行士は、1969年にスペースペンを採用して、今後の全てのミッションのために100ユニットを購入するまで、鉛筆や、グリースペンシルとプラスチック製の板を用いていた。NASAでも、かつて鉛筆を用いていた（例えば、1965年のシャープペンシルの発注）が、折れた鉛筆の先や炭素の塵が電子機器に与える潜在的な危険や鉛筆に使われる木材の可燃性等の危惧から、より良い解決策を必要としていた。NASAはポール・フィッシャーに開発を依頼した訳ではなく、またフィッシャーがその開発に政府の融資を受けていたということもない。フィッシャーは独自にこのペンを開発し、1965年、NASAに試すように持ちかけた。広範な試験の後、NASAは、将来のアポロ計画にこのペンを採用することを決定した。1967年には、NASAは1本当たり6ドルで400本のペンを購入したと報じられている。
2008年、ユージン・サーナンがアポロ17号で使ったスペースペンがHeritage Auctionsに出品され、2万3,900ドルで落札された。